# 科特拉
科特拉（Kotra），是印度北方邦Jalaun县的一个城镇。总人口8078（2001年）。

## 人口
该地2001年总人口8078人，其中男性4339人，女性3739人；0—6岁人口1273人，其中男679人，女594人；识字率56.45%，其中男性为68.22%，女性为42.79%。